# Anders Hillborg
Per Anders Hillborg, född 31 maj 1954 i Sollentuna, är en svensk tonsättare.

## Biografi
Hillborg fick sina första musikaliska erfarenheter som körsångare, och var också inblandad i olika former av improviserad musik. 1976–1982 studerade han vid Musikhögskolan i Stockholm, bland annat kontrapunkt, komposition och elektronmusik, för lärare som Gunnar Bucht, Lars-Erik Rosell, Arne Mellnäs och Pär Lindgren. En viktig inspirationskälla var också Brian Ferneyhough, en ofta återkommande gästföreläsare.
Frånsett vissa tillfälliga undervisningsuppdrag (som professor i komposition vid Musikhögskolan i Malmö 1990 och lärare vid diverse mästarkurser) har Hillborg varit frilanskompositör på heltid sedan 1982. Hans verksamhetsfält är brett, och täcker såväl orkester-, kör- och kammarmusik som film- och popmusik. Ett exempel på det sistnämnda är hans samarbete med Eva Dahlgren, vilket resulterade i albumet Jag vill se min älskade komma från det vilda (1995). Hillborgs orkesterverk Eleven gates (2005–06) beställdes och uruppfördes av Los Angeles Philharmonic under Esa-Pekka Salonen. Cold heat (2010) beställdes gemensamt av Berlinerfilharmonikerna, Finlands radios symfoniorkester och den schweiziska Tonhalleorkestern, och uruppfördes 2011 i Berliner Philharmonie under ledning av David Zinman. Sirens (2010–2011), beställt av Los Angeles Philharmonic och Chicago Symphony Orchestra, uruppfördes i november 2011 i Los Angeles under ledning av Esa-Pekka Salonen.

## Priser och utmärkelser
- 1991 – Mindre Christ Johnson-priset för Celestial Mechanics
- 1993 – Spelmannen
- 1996 – Grammis som ”Årets kompositör”
- 1997 – Ledamot nr 915 av Kungliga Musikaliska Akademien
- 1997 – Stora Christ Johnson-priset för violinkonserten
- 2002 – Första pris i ”UNESCO International Rostrum of Composers” för orkesterstycket Dreaming River
- 2005 – Rosenbergpriset
- 2008 – Musikföreningens i Stockholm stipendium
- 2012 – Grammis Årets klassiska
- 2013 – Per Ganneviks stipendium
- 2016 – Grammis Årets klassiska

## Verkförteckning (urval)

### Orkester
- Worlds (1978–79)
- Clang & Fury (1985–89)
- Liquid Marble (1994)
- Dreaming River (1998)
- King Tide (1999)
- Gnomvibrationer (2000)
- Exquisite Corpse (2002)
- Mirages (2002)
- Eleven Gates (2005–06)
- Four Transitory Worlds (2008–09)
- Flood Dreams (2009)
- Cold Heat (2010)
- Beast Sampler (2014)
- Hymn of Echoes (2015)
- Hyper Exit (2015)
- Incantation (2015)

### Konserter
- Violinkonsert nr 1 (1991–92)
- Trombonkonsert (1993)
- Klarinettkonsert (Peacock Tales) (1998)
- Wing Prelude (från Peacock Tales, originalversion) (1998)
- Pianokonsert (2000)
- Konsert för 2 tromboner och orkester (2004)
- Slagverkskonsert (2007)
- Flöjtkonsert (2009)
- Oboekonsert (Méditations sur Pétrarque) (2009)
- Violinkonsert nr 2 (2016)[9]
- Bach Materia (2017)

### Kammarmusik
- Lamento (1981)
- Hyacintrummet (1982)
- Celestial Mechanics (1982–85)
- Hautposaune för trombon och trummaskin (1990)
- Fanfare (1991)
- Närbilder (1991)
- Tampere Raw (1991)
- U-TANGIA-NA (1991)
- Close Up (1992)
- Nursery Rhymes I, II (1995)
- Meltdown Variations (1995–96)
- Påfågelsögonblick (1996)
- Prélude (1997)
- 160 sekunder (1998)
- Brasskvintett (1998)
- Åldrande elastiska sjöfåglar (1998)
- Fugue (1999)
- Kadenser till flöjtkonsert i G-dur, K.313 av Mozart (1999–2000)
- Velocity Engine (2000)
- Corrente della Primavera (2002)
- Stockholmsfanfar (2002)
- Tryffelhymn (2002)
- Kongsgaard Variations (stråkkvartett) (2006)
- Heisenbergminiatyrer (2006–07)
- Six Pieces for Wind Quintet (2007)
- Two Pieces for Solo Marimba (2008)
- Duet (2009)
- Notes pour Grimal (2010)
- Vaporised Tivoli (2010)
- The MAX Duo för cello och piano (2013)
- Plainsong and Echoes (2013)
- Primal Blues (2015)

### Elektronisk musik
- Mentalhygien III (1979)
- Rite of Passage (1979)
- Kama Loka (1981)
- The Ghost Sonata (1981)
- Living Room (1982)
- The Giveaway (1990)

### Körmusik
- Vem är du som står bortvänd till text av Pär Lagerkvist (1977)
- Lilla Sus grav (1978)
- Mouyayoum (version för blandad kör) (1983–85)
- Två motetter (Stella Maris, Se jag vill skapa...) (1984)
- Hosianna I & II (1989)
- Psaltarpsalm (1993)
- Mouyayoum (version för manskör) (1999)
- En midsommarnattsdröm (2001)
- Endless Sky (2004)
- Vid havet (2004)
- The Cradle Song (2008)

### Sånger
- O soluppgång i evigheten till text av Pär Lagerkvist (1973)
- Innan kärleken kom för röst och orkester (1992)
- Broken Necklace för röst och orkester, text Eva Dahlgren (1994)
- Du som älskar för röst och orkester, text Eva Dahlgren (1994)
- En gul böjd banan för röst och blåsorkester (1994)
- Kväll för röst och violin eller trombon (1994)
- När en vild röd ros slår ut... för röst, kör och orkester (1994)
- Vild i min mun för röst och orkester, text Eva Dahlgren (1994)
- Stenmannen för röst, kör och orkester, medkompositör Eva Dahlgren (1995)
- Rap Notes 2000 för rappare och orkester (2000)
- ...lontana in sonno... för mezzosopran och orkester (2002)
- Sirens för sopran, mezzosopran, blandad kör och stor orkester (2011)
- O dessa ögon (version för sopran och stråkar) (2011)
- O dessa ögon (version för sopran och manskör) (2012)
- The Strand Settings för sopran och stor orkester, text Mark Strand (2012–13)